# Lauritz Christian Ditlev Westengaard
Lauritz Christian Ditlev Westengaard (født 1795 i Kundby på Sjælland, død 13. oktober 1853 i Odense) var en dansk præst.
I 1805 kom han i Slagelse Skole, 1809 i Roskilde Skole, fra hvilken han 1812 blev student. I 1816 underkastede han sig den teologiske embedsprøve med
udmærkelse og var derpå i et par år lærer i fransk og religion i Københavns og Christianshavns Borgerdydskoler. I 1819 blev han adjunkt ved den genoprettede Vordingborg Latinskole, i hvis programmer han (1822 og 1827; 3. oplag 1860) gav en oversættelse af Platons apologi for Sokrates. Som adjunkt udgav han tillige en bearbejdelse af Jens Deichmanns franske grammatik (1820; 6. oplag 1835) og en fortegnelse over de uregelmæssige og defektive verber i fransk (1825), og han var medstifter og medarbejder ved en søndagsskole i byen. I 1827 blev han præst for Pedersborg og Kindertofte på Sjælland og 1830 for Sankt Hans Menighed i Odense. Der udgav han sammen med C.A.H. Kalkar i årene 1832-35 Christelig Kirketidende; endvidere alene Kommunionsbetragtninger for evangeliske Kristne (1836) og Nytaarsgave for evangeliske Kristne (1839), samt, i forening med Tage Müller og Kalkar, Opbyggelsesbog for Kristne til Brug ved den private og huslige Andagt (1844; 2. oplag 1855; oversat på islandsk af Sveinn Hallgrímsson 1852). Desuden oversatte han et par af Claus Harms' skrifter og gav forskellige bidrag til de kirkelige blade. 21. Maj 1820 ægtede han Else Marie Høyen (født 18. oktober 1800, død 16. oktober 1847), en søster til N.L. Høyen.